# Spirorhabdia vidua
Spirorhabdia vidua är en svampdjursart som först beskrevs av Schmidt 1875.  Spirorhabdia vidua ingår i släktet Spirorhabdia och familjen Crellidae.
Artens utbredningsområde är Norge. Inga underarter finns listade i Catalogue of Life.